# Melampsorella caryophyllacearum
Melampsorella caryophyllacearum är en svampart som först beskrevs av Augustin Pyrame de Candolle, och fick sitt nu gällande namn av Joseph Schröter 1874. Melampsorella caryophyllacearum ingår i släktet Melampsorella och familjen Pucciniastraceae.   Inga underarter finns listade i Catalogue of Life. Anfaller släktet Abies, särskilt Abies alba, orsakar deformationer av kvistarna och stammen.

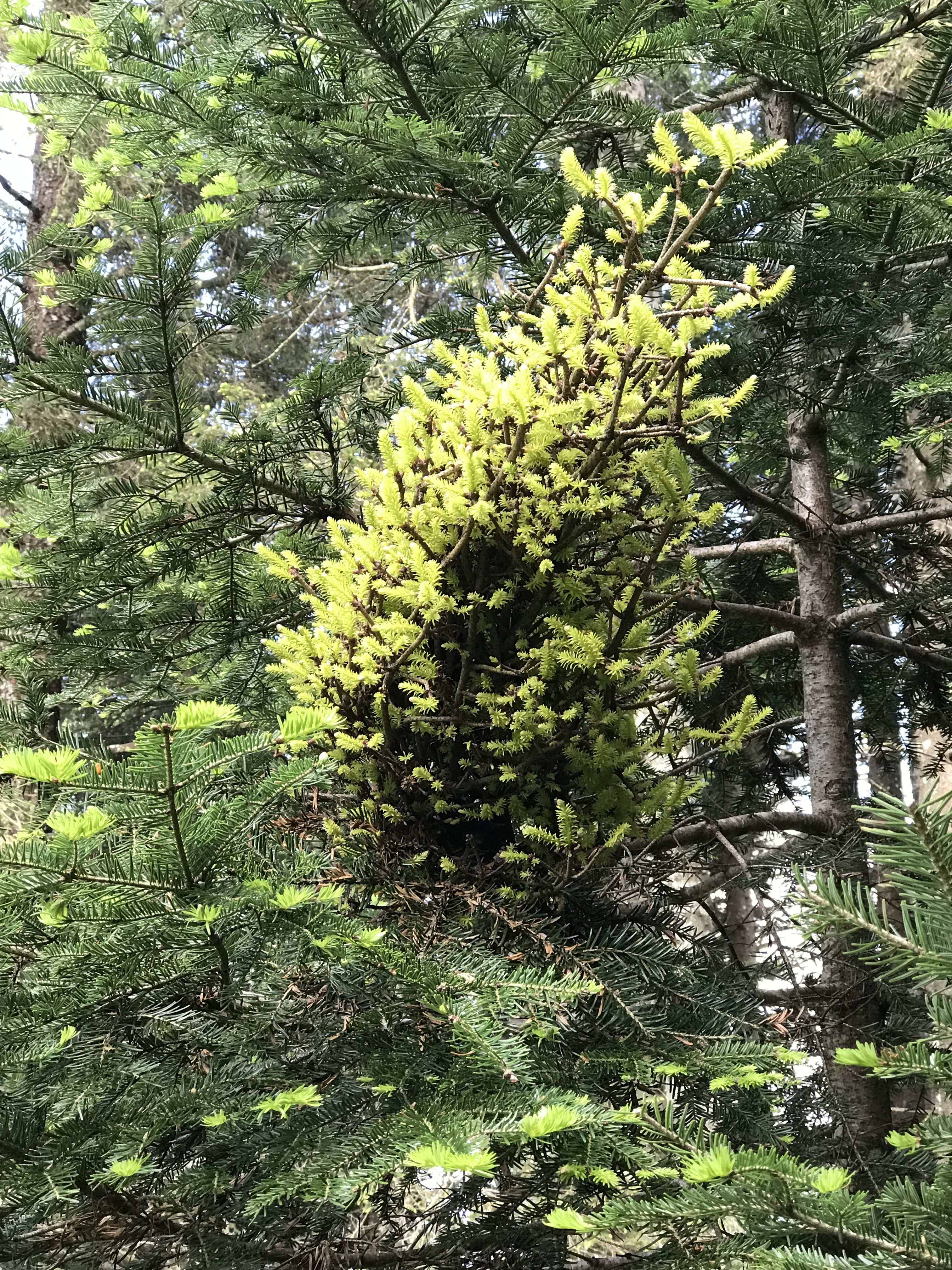
Melampsorella caryophyllacearum
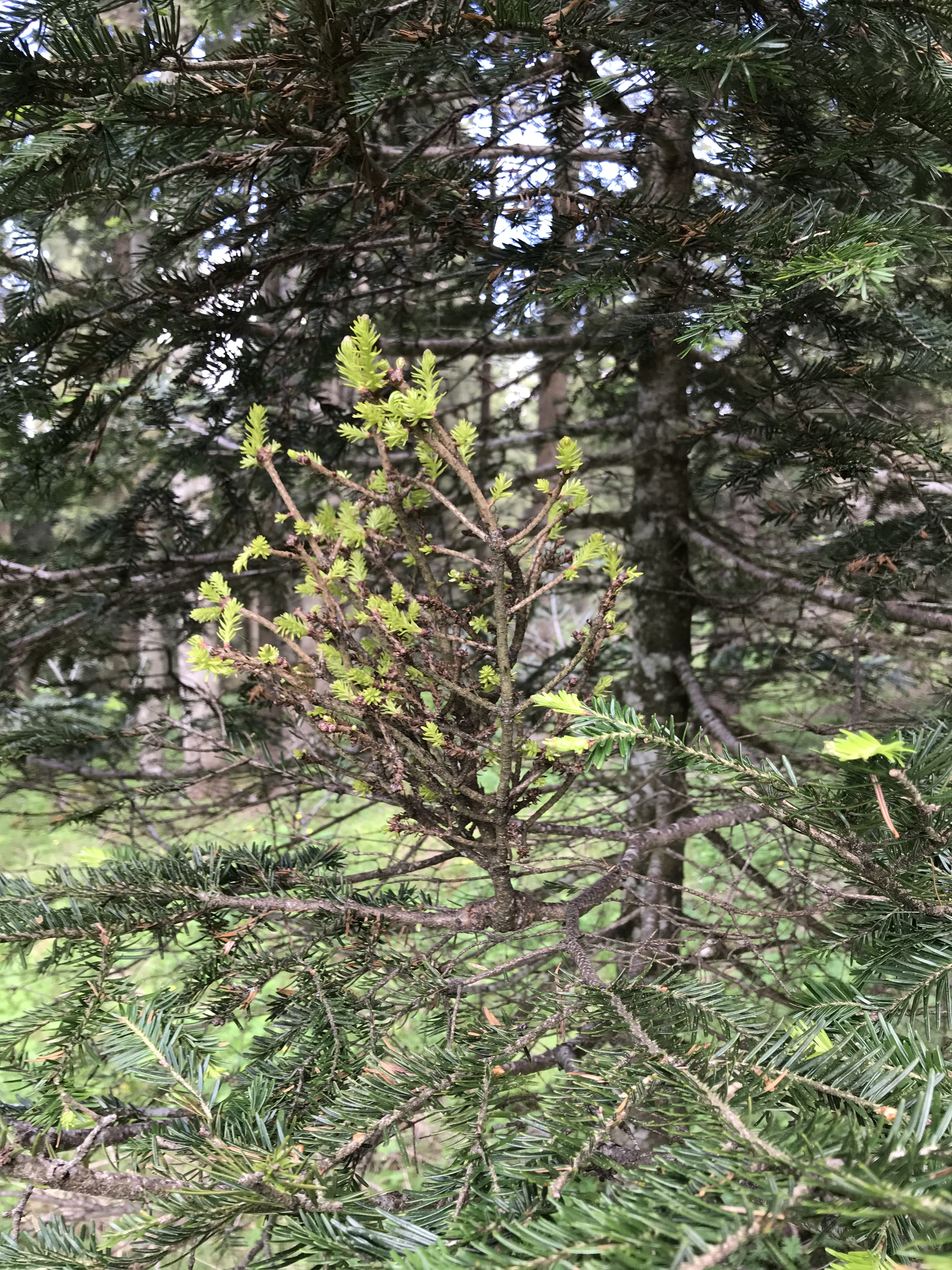
Melampsorella caryophyllacearum
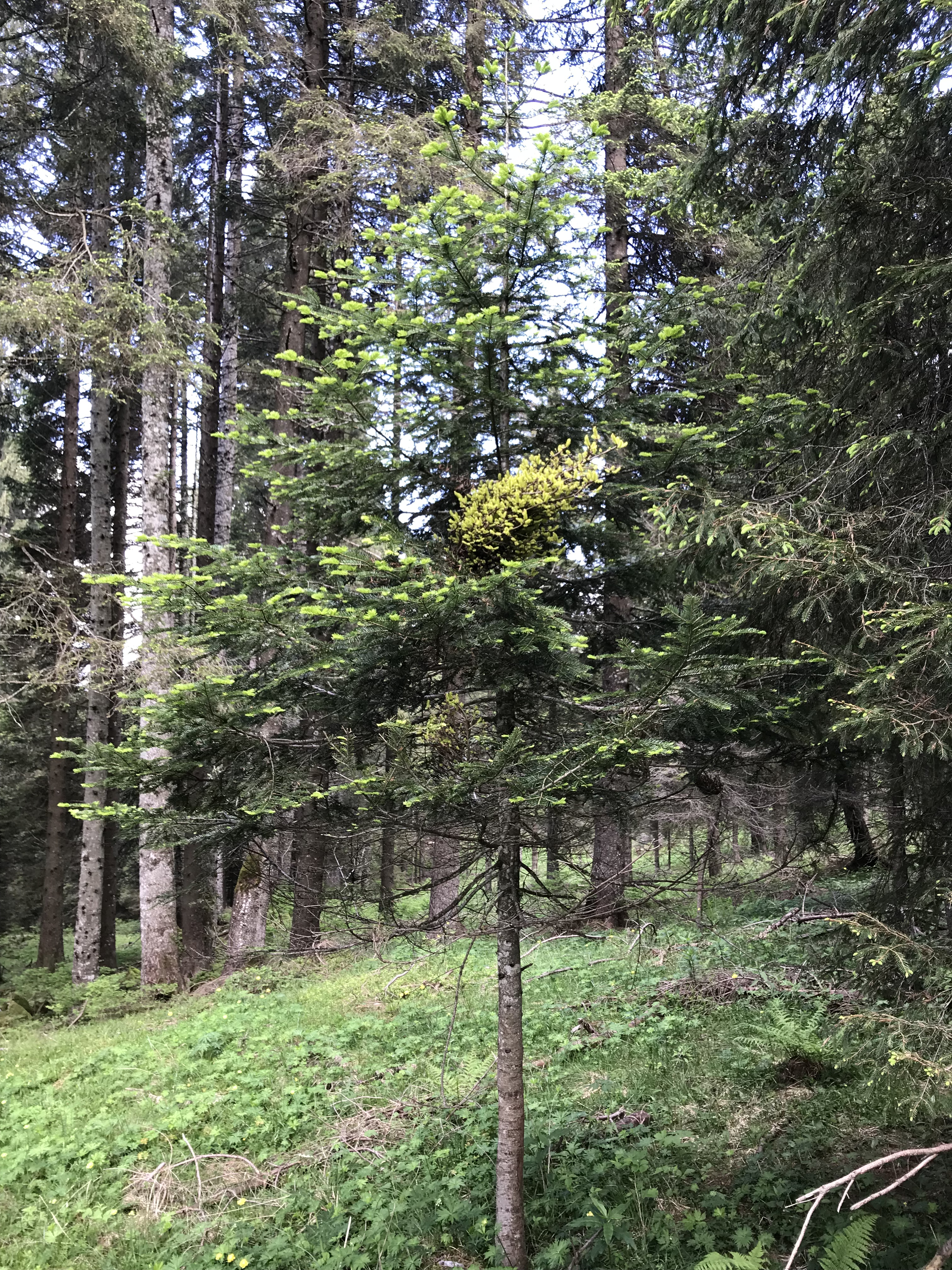
Melampsorella caryophyllacearum
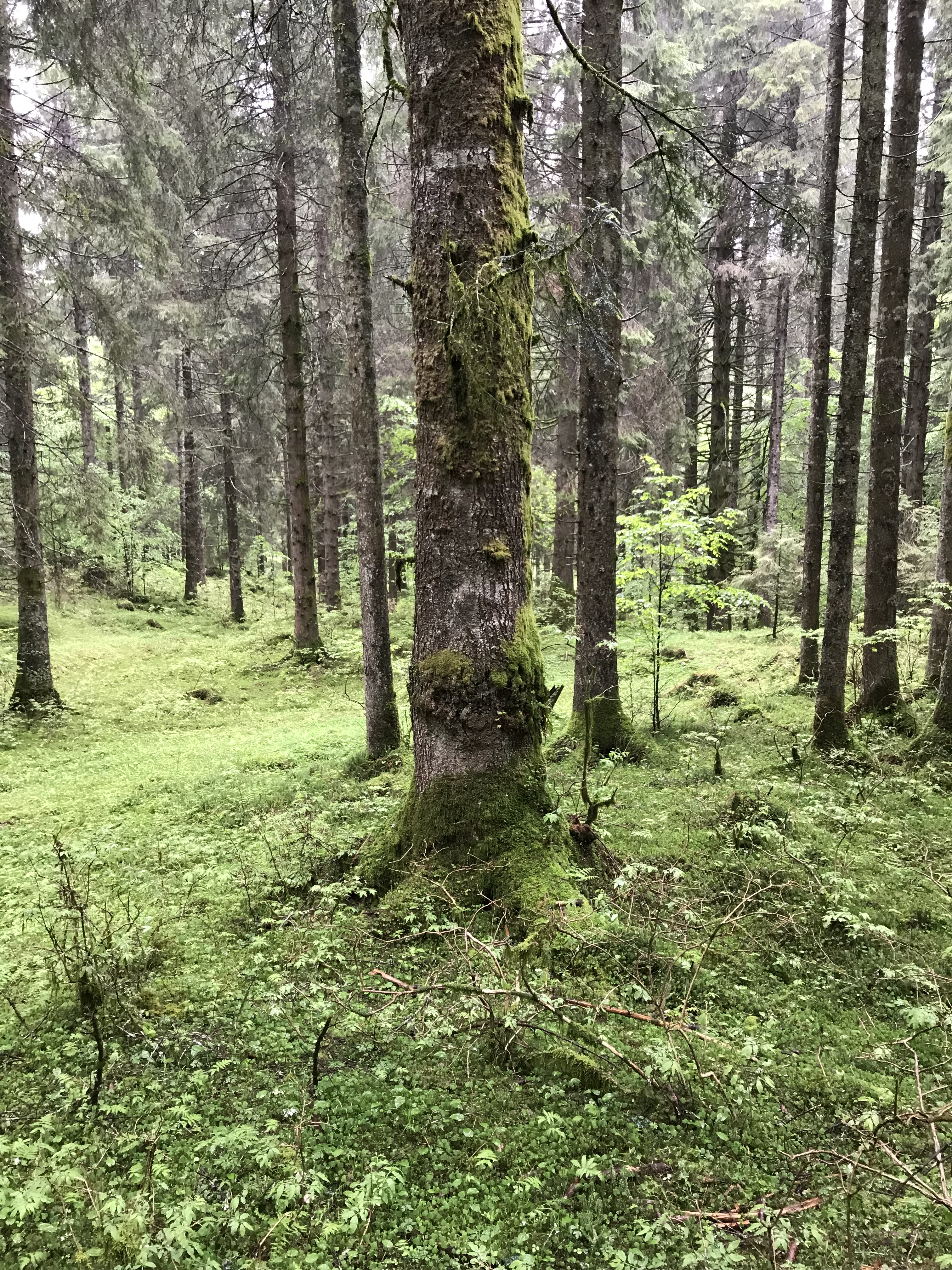
Melampsorella caryophyllacearum